# Płyta (skała)

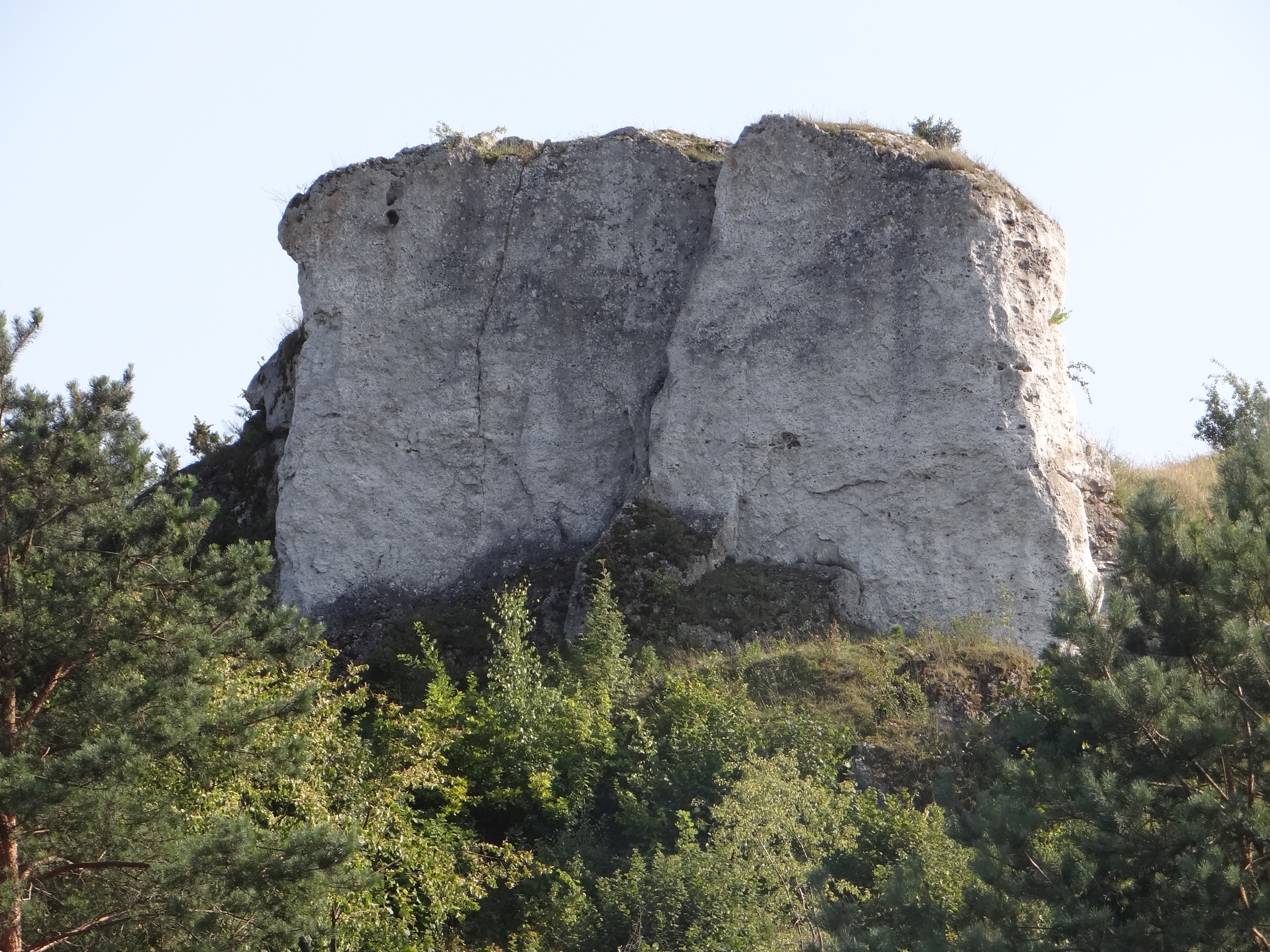
Płyta I (od zachodu)

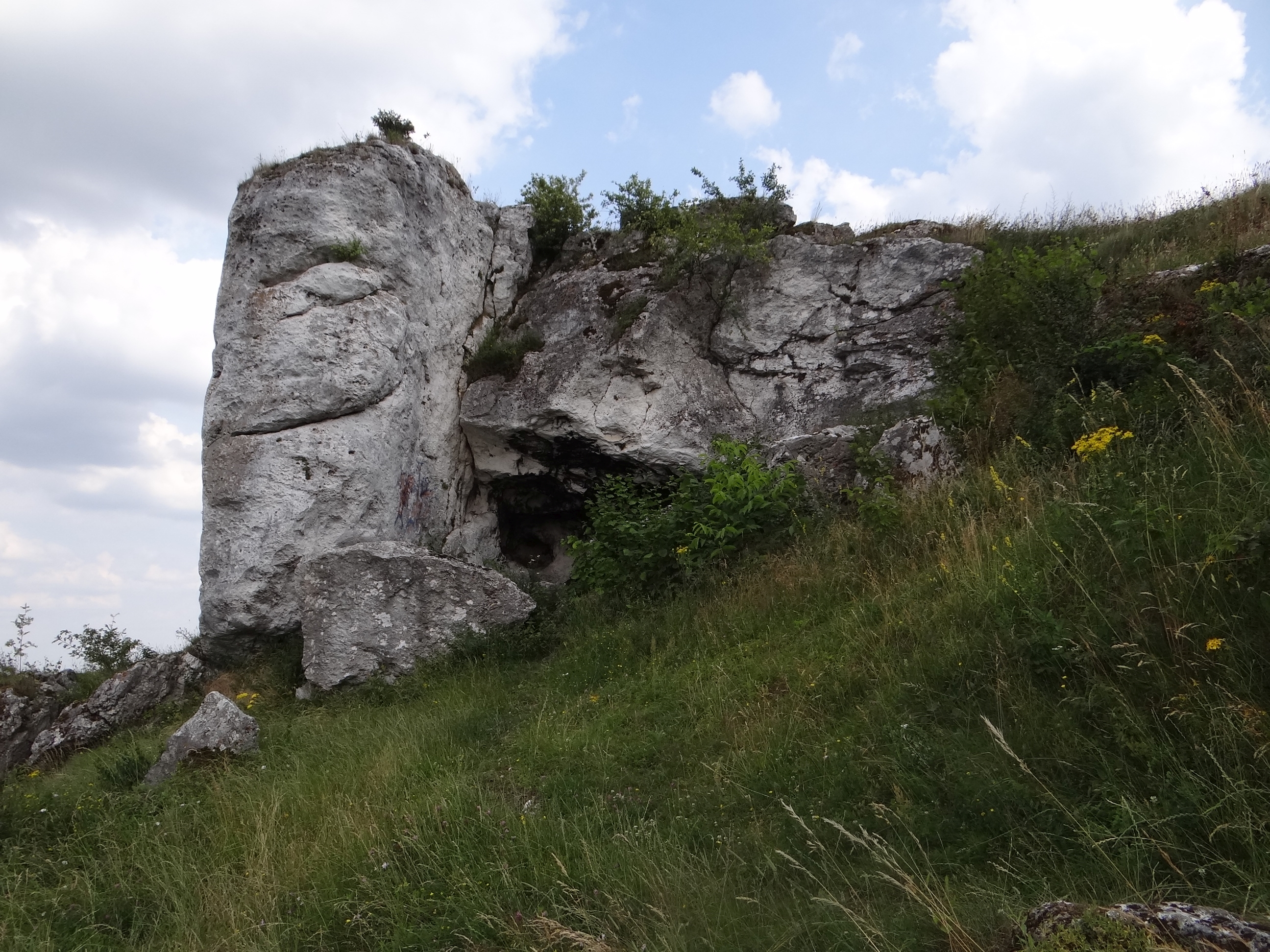
Płyta II (od południa)

Płyta – skała w Górach Towarnych Dużych w miejscowości Olsztyn w województwie śląskim, w powiecie częstochowskim, w gminie Olsztyn. Jest jednym z wzgórz Wyżyny Mirowsko-Olsztyńskiej będącej częścią Jury Krakowsko-Częstochowskiej.
Zbudowana z wapieni skała jest najwyższym punktem wzniesienia. Na północny zachód opada litą, pionową ścianą o wysokości 10–12 m. Posiada wybitny filar. 

## Drogi wspinaczkowe
Wszystkie drogi (z wyjątkiem trójkowej) posiadają asekurację w postaci 1–3 ringów (r) i stanowiska zjazdowe (st). Wspinacze opisują ją jako Płyta I i Płyta II. Wśród wspinaczy skała cieszy się jednak niewielką popularnością.

Płyta I
1. Panikczemna; VI.1, 3r + st
2. Minetou; VI.2+, 3r + st
3. Czyja Kasia?; VI.3+, 2r + st
4. Palce Ireny; VI.2+, 2r + st
5. Towarny zachód; III,
6. Zach mach ki bo; VI.2+, 3r
7. Plac zabaw; VI.1+, 3r + st
8. Hieronim Harh; VI.1+, 3r
9. Baja laja; VI.1, 3r + st

Płyta II
1. Jednoręki; VI.1+, 2r + st
2. Ryby na rękę; VI+, 2r + st
3. Lwie serce; VI.1+, 3r + st
4. Guru Marian; VI.2+, 3r + st[3].

U podnóża północno-zachodniej ściany Płyty znajduje się Schronisko w Górze Towarnej Dużej.